# 格林湖 (柯尼希湖畔舍瑙)
格林湖（德語：Grünsee），是德國的湖泊，位於該國東南部，由巴伐利亞負責管轄，處於柯尼希湖畔舍瑙，長0.3公里、寬0.1公里，面積0.04平方公里，海拔高度1,474米，平均水深5.2米，最大水深9.2米，水體容量20萬立方米，湖岸線長度0.8公里。